# Cheikh N’Doye
Cheikh N’Doye (* 29. März 1986 in Rufisque) ist ein senegalesischer Fußballspieler. Er stand bis Mitte 2019 bei Birmingham City unter Vertrag und spielt in der senegalesischen Nationalmannschaft.

## Karriere

### Verein
N’Doye begann seine Profikarriere 2007 beim ASC Yakaar, einem Klub aus seiner Geburtsstadt Rufisque. Im Jahre 2009 wechselte er nach Frankreich in die Championnat de France Amateur zu SAS Épinal. Zwischen 2012 und 2015 war er für die US Créteil aktiv; 2013 stieg er mit dem Verein in die Ligue 2 auf. Zur Saison 2015/16 wechselte er zum SCO Angers.
Zwischen 2017 und 2019 stand er in der englischen Football League Championship bei Birmingham City unter Vertrag, wurde von dort jedoch für die komplette Saison 2018/19 an seinen alten Klub SCO Angers zurückverliehen.

### Nationalmannschaft
2014 debütierte er im Freundschaftsspiel gegen die Kolumbien für das senegalesische Nationalteam. In dieser Partie erzielte er den Ausgleichstreffer zum 2:2.